# Леон Кенго
Леон Кенго Ва Дондо (уроджений Леон Любіч; нар. 22 травня 1935) — заїрський політик, тричі займав пост глави уряду країни. Був однією з провідних постатей режиму Мобуту Сесе Секо та палким прихильником глобалізації господарського життя і вільного ринку. З 2007 року очолював національний Сенат.

## Життєпис
Був сином польського єврея та корінної жінки-тутсі. Змінив своє ім'я на Кенго Ва Дондо 1971 року під час кампанії Мобуту з заїризації.
Вперше Кенго обіймав посаду прем'єр-міністра з 1982 до 1986 року. На ключові позиції в уряді він призначив активних технократів. З 1986 до 1987 року обіймав посаду міністра закордонних справ, а потім знову очолив уряд (1988—1990). На початку 1990-их років Мобуту дозволив створити перехідний парламент, а Кенго знову став прем'єр-міністром 1994 року. На цьому посту він мав нейтралізувати проблеми з найпопулярнішим діячем того часу, Етьєном Тшісекеді. Кенго виселив з Заїру ліванську громаду, звинувативши їх у незаконній торгівлі алмазами (алмази були тим, на чому ґрунтувався режим Мобуту).
Невдовзі після початку громадянської війни Кенго очолив антикризовий центр, який був покликаний придушити виступи Лорана Кабіли. Позиції прем'єра похитнулись через його походження з народу тутсі, оскільки повстанці мали зв'язки з тутсі в урядах Руанди й Бурунді. Коли військо Кабіли перетнуло країну, Кенго був розкритикований за кволе ведення боротьби. У березні 1997 року він подав у відставку, прохання було задоволено у квітні того ж року. Режим Мобуту було повалено за місяць. 2003 року Кенго звинуватили у відмиванні коштів у Бельгії.
Після повернення на батьківщину Кенго підтримував Жана-П'єра Бембу на президентських виборах 2006 року. Однак Бемба програв Жозефу Кабілі у другому турі виборів. 2007 року Леона Кенго було обрано на пост спікера Сенату (був обраний до Сенату від рідної провінції).